# Пициген
Пициген је традиционална аматерска спортска игра лоптом која се игра у плићаку. У Новом Саду представља карактеристичну активност на градској плажи Штранд током лета. Игра пициген је новосадска варијанта игре пицигин, како се игра назива у Сплиту, одакле потиче.
Игра је популарна међу свим генерацијама и представља спој рекреације, забаве и дружења.

## Историја

### Порекло у Сплиту
Сматра се да су игру 1908. године на сплитску плажу Бачвице донели сплитски студенти из Прага, који су покушали да играју ватерполо у плићаку. Како је плажа пешчана и плитка, игра се временом прилагодила условима и еволуирала у данашњи пицигин. У Хрватској је пицигин заштићено културно добро.

### Пициген у Новом Саду
Иако не постоје прецизни подаци о томе када је игра стигла на новосадски Штранд, старији Новосађани се сећају да се играла након Другог светског рата. Сматра се да је „златно доба” пицигена на Штранду било у периоду између 1951. и 1965. године. Временом је постао један од симбола лета и препознатљива друштвена активност на овој плажи.

## Правила игре
Пициген нема строга правила, због чега се сматра више друштвеном игром него спортом.
- Циљ: Основни циљ је да лоптица што дуже остане у ваздуху и не додирне површину воде или тла[8].
- Играчи: Број играча није одређен, а обично учествује од троје до двадесетак људи који стоје у кругу у плићаку[9].
- Игра: Играчи се међусобно добацују лоптицом, користећи све делове тела — руке, ноге, главу или стомак — како би је задржали у ваздуху[10].
- Лоптица: Користи се мала лопта, најчешће огуљена тениска лоптица како би била лакша.
- Карактер игре: Нема победника ни поражених. Суштина је у забави, рекреацији, тимском духу и атрактивним акробатским скоковима којима се лопта „спасава” од пада[11].

## Пициген данас
У Новом Саду постоји спортско-рекреативни клуб „Пицигејмери”, основан у јуну 2020. године. Ова група ентузијаста игра пициген током целе године, без обзира на временске услове. Локацију прилагођавају годишњем добу — од плићака Дунава током лета, до песка и травнатих површина на Штранду током хладнијих месеци, чиме показују да је пициген активност за свако доба.